# Agatàrquides
Agatàrquides (en llatí Agatharchides, en grec  Ἀγαθαρχίδης), o Agatarc (Agatharchus Ἀγάθαρχος) fou un escriptor grec nascut a Cnidos. El va patrocinar un home anomenat Cinnaeus i va estudiar a l'escola peripatètica de filosofia. Va escriure alguns llibres sobre història i geografia. Fou secretari d'Heràclides Lembos que va viure en el regnat de Ptolemeu VI Filomètor (mort el 146 aC). Després fou tutor d'un príncep làgida durant la seva minoria (un dels dos fills del rei Ptolemeu Fiscó), bé Alexandre o bé Soter, que van regnar amb la seva mare. (Ptolemeu II Soter era menor quan fou proclamat el 117 aC i Alexandre ja era major en ser proclamat el 107 aC).
Foci dona una llista de les obres de Agatàrquides: una sobre Àsia en 10 llibres, una sobre Europa en 49 llibres, una sobre la mar Eritrea en 5 llibres (dels quals Foci en dona un extracte dels volums I i V), una sobre el país dels Troglodites en 5 llibres.
També va escriure un llibre històric en 30 volums dels que Ateneu n'esmenta els volums del XII al XXX. Va escriure en dialecte àtic.